# Heian šodan
Heian šodan (平安初段) je první kata (型) Šótókan karate. Je to nejlehčí kata. Heian šodan je nutné umět pro úspěšné složení zkoušek na bílý, nebo žlutý pás (8. kyu).

## Použité techniky

### Postoje
- zenkutsu-dachi (前屈立ち)
- kokotsu-dachi (後屈立ち)

### Údery
- oi-tsuki (追い突き)

### Bloky/kryty
- gedan-barai (下段払い)
- tetsui-uchi
- age-uke (上受け nebo 扬受)
- schuto-uke

Počet technik: 21

Doba cvičení:  cca 25 sekund